# 木本城
木本城（きもとじょう）は、紀伊国（現・和歌山県和歌山市木ノ本）にあった日本の城。

## 概要
築城時期は不明だが、湯浅宗重の孫宗保が築城し、木本氏を称したという。
城は山城だが、宅地造成が行われて原形は留めていない。2005年（平成17年）発行の和歌山市北部の地図には「城山」と記載され、和歌山県警察学校の南西に位置する。